# 白爛賤客
《白爛賤客》（英語：Jay and Silent Bob Strike Back）是一部於2001年上映的美國喜劇片，由凱文·史密斯執導、編劇和剪輯。本片為View Askew宇宙的第五部電影，片名致敬《星際大戰五部曲：帝國大反擊》。電影以在前幾部電影擔任配角的傑與沉默鮑勃主演，兩角分別由傑森·繆斯和史密斯所飾演；而其他演員則包括了前幾部電影的角色與雙重角色。
本片以2200萬美元的預算在全球獲得的票房總計3380萬美元，可謂小規模的成功；儘管電影獲得影評人褒貶不一的評價，但觀眾則給予了好評。
《白爛賤客》原本是View Askew宇宙最後一部電影。但在五年後，因《紐澤西愛未眠》票房上的失敗，讓史密斯重新考慮並決定以《瘋狂店員2》來使該宇宙系列繼續進行下去，而傑與沉默鮑勃也再度登場。

## 劇情
故事劇情敘述從小就在便利商店前碰面的傑與沉默鮑勃兩人發現參考於自己為原型的漫畫人物將被米拉麥克斯影業改編成好萊塢電影，兩人發現自己都沒獲得半毛錢，再加上網路上很許多網友們對於該漫畫大大毒舌，並羞辱了傑與沉默鮑勃。為此傑與沉默鮑勃決定離開紐澤西州，前往位於加利福尼亞州洛杉磯的製片廠阻止電影的拍攝，但兩人卻意外遇上了國際珠寶大盜而使自己陷入危機之中...。

## 演員
- 傑森·繆斯 飾 傑／慢性人（英语：Bluntman and Chronic）（Jay／Chronic）
- 凱文·史密斯 飾 沉默鮑勃／直率人（英语：Bluntman and Chronic）（Silent Bob／Bluntman）
- 班·艾佛列克 飾 他自己／霍登·麥尼爾（Holden McNeil）／查克·蘇理凡（Chuckie Sullivan）
- 夏儂·伊莉莎白 飾 潔絲提（Justice）
- 威爾·法洛 飾 聯邦野生動物執行官威倫霍利（Federal Wildlife Marshal Willenholly）
- 傑森·李 飾 布朗迪·布魯斯（英语：List of View Askewniverse characters）／班奇·艾德華（英语：List of View Askewniverse characters）（Brodie Bruce／Banky Edwards）
- 傑夫·安德森 飾 藍道·葛雷夫斯（英语：List of View Askewniverse characters）（Randal Graves）
- 布萊恩·歐哈隆 飾 但丁·希克斯（英语：List of View Askewniverse characters）（Dante Hicks）
- 伊麗莎·杜舒庫 飾 希絲（Sissy）
- 艾麗·拉特 飾 克麗絲（Chrissy）
- 珍妮佛·史瓦爾巴赫（英语：Jennifer Schwalbach Smith） 飾 蜜絲（Missy）
- 克里斯·洛克 飾 沙卡·路德·金（Chaka Luther King）

### 客串
- 麥特·戴蒙 飾 他自己／威爾·杭汀（Will Hunting）
- 喬治·卡林 飾 旅行者
- 賈德·尼爾森（英语：Judd Nelson） 飾 警長
- 嘉莉·費雪 飾 修女
- 西恩·威廉·史考特 飾 布蘭特（Brent）
- 喬恩·史都華 飾 瑞基·哈特納（Reg Hartner）
- 茱爾斯·艾斯納爾（英语：Jules Asner） 飾 她自己
- 史帝夫·克邁特科（英语：Steve Kmetko） 飾 他自己
- 崔西·摩根 飾 龐普金·埃斯科瓦爾（Pumpkin Escobar）
- 葛斯·范·桑 飾 他自己
- 衛斯·克萊文 飾 他自己
- 香儂·陶荷提 飾 她自己
- 馬克·漢米爾 飾 K屌超人／史酷比（Cocknocker／Scooby-Doo，配音）
- 馬克·布魯卡斯 飾 長得像弗雷德（英语：Fred Jones (Scooby-Doo)）的人
- 馬修·詹姆斯（英语：Matthew James (actor)） 飾 長得像薛吉（英语：Shaggy Rogers）的人
- 珍妮佛·希爾維婭 飾 長得像威瑪（英语：Velma Dinkley）的人
- 卡門·李維琳（英语：Carmen Llywelyn） 飾 長得像黛芬（英语：Daphne Blake）的人
- 狄爾里奇·巴德 飾 高登（Gordon）
- 傑森·畢格斯 飾 他自己
- 詹姆士·范·德·比克 飾 他自己
- 莫里斯·戴（英语：Morris Day） 飾 他自己
- 布萊恩·強森（英语：Bryan Johnson (comic book writer)） 飾 史蒂夫-戴夫（Steve-Dave）
- 華特·弗拉納根（英语：Walt Flanagan） 飾 華爾特（Walter）
- 裘伊·羅倫·亞當斯 飾 艾莉莎·瓊斯（Alyssa Jones）
- 芮妮·韓佛瑞（英语：Renee Humphrey） 飾 翠莎·瓊斯（英语：List of View Askewniverse characters）（Tricia Jones）
- 德懷特·尤厄爾（英语：Dwight Ewell） 飾 霍伯·X（Hooper X）
- 威廉·B·戴維斯（英语：William B. Davis） 飾 癌人（Smoking Man）
- 艾拉妮絲·莫莉塞特 飾 神（God）

## 迴響

### 評價
《白爛賤客》獲得的評價褒貶不一。爛番茄根據151篇專業影評，新鮮度53%，平均得分5.7／10；反之，觀眾的新鮮度達75%。羅傑·伊伯特給了電影三顆星（滿分四顆星），並評論「《白爛賤客》取決於你是誰......凱文·史密斯的電影要麼為您製作，或特別不是為你」。

### 票房
在美國，《白爛賤客》於其首映週末以1101萬美元的票房位居當週票房排名第三。全球票房總計約為3380萬美元。

## 另見
- 《Oh, What a Lovely Tea Party（英语：Oh, What a Lovely Tea Party）》：一部關於本片製作的紀錄片。

## 備註
1. ↑  在臺灣，傑與沉默鮑勃則是譯作香蕉與芭樂。

## 外部連結
- 官方网站
- 互联网电影数据库（IMDb）上《白爛賤客》的资料（英文）
- Box Office Mojo上《白爛賤客》的資料（英文）
- Metacritic上《白爛賤客》的資料（英文）
- 豆瓣电影上《白爛賤客》的資料 （简体中文）
- Jay and Silent Bob Strike Back Filming Locations （页面存档备份，存于） at Movie Locations Guide
- 中的“白爛賤客”
- Jay and Silent Bob Strike Back movie stills （页面存档备份，存于） at Virtual History Film